# Effingham (Illinois)
Effingham je grad u američkoj saveznoj državi Ilinois. Prema popisu stanovništva iz 2010. u njemu je živjelo 12.328 stanovnika.